# Hoàng Phúc
Hoàng Phúc (chữ Hán: 黃福, 1362 - 1440), tự là Như Tích (如錫), biệt hiệu Hậu Nhạc Ông (後樂翁), người Xương Ấp, Sơn Đông, là một đại thần triều Minh, từng làm tán quân vụ ở An Nam thời Kỷ thuộc Minh.

## Trước chiến tranh xâm lược Đại Ngu
Theo Minh sử cuốn 154, Hoàng Phúc từng đỗ cống sinh rồi nhập học thái học sinh năm Hồng Vũ thứ 17 (1384). Năm Hồng Vũ thứ 31 (1398), Hoàng Phúc dâng thư lên Minh Thái Tổ đề cập về một số vấn đề đương thời. Minh Thái Tổ đọc thư, khen Hoàng Phúc, cho làm Hữu Thị lang Công bộ. Từ đó, Hoàng Phúc bắt đầu sự nghiệp quan trường.
Thời Kiến Văn, Minh Huệ Đế trọng dụng Hoàng Phúc, nên Minh Thành Tổ nghe lời gièm pha của tướng Lý Cảnh Long, coi Hoàng Phúc là gian đảng. Tuy Hoàng Phúc không bị Minh Thành Tổ trị tội, nhưng bị giáng chức một thời gian, sau mới được khôi phục. Năm Vĩnh Lạc nguyên niên (1403), Minh Thành Tổ dời kinh từ Nam Kinh về Yên Kinh, sai Hoàng Phúc lên Yên Kinh trước chuẩn bị. Năm Vĩnh Lạc thứ 3 (1405), do Trần Anh hặc Phúc tội không chu cấp đủ tiền công cho thợ thuyền nên Hoàng Phúc bị chuyển sang làm Thượng thư Bắc Kinh Hình bộ. Năm sau (1406) bị đi tù, Hoàng Phúc bị xung vào quân đội làm sự quan, sau được phục chức và sang Đại Việt làm nhiệm vụ đến tận năm 1424 (18 năm) mới được triệu về.
Sử Việt Nam chép Hoàng Phúc sang Giao Chỉ hai lần. Lần đầu từ 1406 đến 1424. Lần thứ hai sang với tư cách trợ lý cho Liễu Thăng năm 1427 đến năm 1428, khi khởi nghĩa Lam Sơn thắng lợi. 

## Sang Giao Chỉ

### Lần thứ nhất
Trong lần đầu sang Giao Chỉ, Hoàng Phúc được giao đứng đầu 2 ty là Bố Chính và Án Sát. Như thế, trong bộ máy cai trị của nhà Minh đặt tại Đại Việt, Hoàng Phúc là người đứng đầu bộ phận dân sự. Về sự cai trị của Hoàng Phúc, Khâm định Việt sử thông giám cương mục phần Chính biên cuốn XIII có chép như sau: 
"Chân Công bộ Thượng thư kiêm giữ công việc hai ti Bố, Án tại Giao châu, Hoàng Phúc ở Giao Châu mười tám năm, coi dân như con đẻ. Từ chính sự đến mệnh lệnh đều sắp xếp có đầu mối, có kế hoạch, công việc không cứ lớn hay nhỏ, Phúc đều hết lòng cả. Vua Minh vì thấy Phúc đã lâu năm khó nhọc ở ngoài, nên triệu Phúc về nước."
Còn Trần Trọng Kim viết trong Việt Nam sử lược như sau:
"Bọn Hoàng Phúc ở lại sửa sang các việc trong nước để khiến cho người An Nam đồng hóa với người Tàu. Lập ra đền miếu, bắt người mình cúng tế theo tục bên Tàu, rồi từ bỏ cách ăn mặc cho chí sự học hành, việc gì cũng bắt theo như người Tàu cả. Còn cái gì là di tích của nước mình như là sách vở thì thu nhặt đem về Tàu hết sạch. Lại đặt ra thuế lệ, bổ thêm sưu dịch để lấy tiền của, làm cho dân ta bấy giờ phải nhiều điều khổ nhục."
Tháng 9 năm 1424, Minh Nhân Tông lên ngôi, và triệu Hoàng Phúc về triều đình làm việc, giữ chức Thượng thư Công bộ kiêm chiêm sự phủ Chiêm sự. Khi Minh Nhân Tông mất, Hoàng Phúc được giao nhiệm vụ xây lăng mộ cho vị Hoàng đế này. Năm 1427 đời Minh Tuyên Tông, trước tình hình quân Minh ở Giao Chỉ nguy cấp, Tuyên Tông triệu Hoàng Phúc về kinh rồi giao nhiệm vụ sang Đại Việt.

### Lần thứ hai
Theo Khâm định Việt sử thông giám cương mục, lần thứ 2 Hoàng Phúc đi cùng đạo quân của Liễu Thăng sang Việt Nam lại với chức vụ "kiêm giữ công việc hai ty Bố chính và Án sát". Trong trận Chi Lăng, Liễu Thăng bị Lê Sát phục kích giết chết, sau đó lần lượt các chỉ huy quân sự tiếp theo của đạo quân cứu viện là Lương Minh, Lý Khánh cũng chết trận. Hoàng Phúc cùng Thôi Tụ dẫn tàn quân chạy về thành Xương Giang, dọc đường bị tập kích dữ dội. Đến Xương Giang, thấy thành đã rơi vào tay nghĩa quân Lam Sơn, Hoàng Phúc và Thôi Tụ đành cho quân đóng doanh trại ngoài đồng trống. Quân Lam Sơn bao vây tấn công, Hoàng Phúc bị bắt và đầu hàng, Thôi Tụ bị bắt nhưng không chịu hàng nên bị giết. Minh sử chép lại sự kiện này như sau: 
"Thôi Tụ thống suất quan quân tiến đánh Xương Giang, gặp địch, bọn Tụ hăng hái liều chết cố đánh. Tụ là viên tướng kỳ cựu, nhưng vì trong lúc bối rối, nguyên súy mới bị tử trận, quan lại và quân sĩ nao núng, nhộn nhạo, nên khi bị địch lùa voi ra đánh thì quan quân đổ vỡ tan tành: Tụ bị bắt. Công bộ Thượng thư Hoàng Phúc bị địch bắt làm tù binh".
Lê Lợi sai đưa Hoàng Phúc đem hổ phù của Liễu Thăng và ấn thượng thư đưa cho Vương Thông đang cố thủ ở thành Đông Quan. Vương Thông thấy thế liền xin Lê Lợi nghị hòa. Sau khi hai bên đạt được thỏa thuận ngừng chiến và Vương Thông cam kết rút lui, Hoàng Phúc được tha, cùng Sơn Thọ dẫn người, ngựa theo đường bộ rút về nước.

## Về nước sau khởi nghĩa Lam Sơn
Năm Tuyên Đức thứ 3 (1428), Hoàng Phúc được Lê Lợi tha cho về nước. Năm Tuyên Đức thứ 5 (1430), Hoàng Phúc dâng thư lên Minh Tuyên Tông hiến kế "túc binh thực tỉnh dịch" (cho quân ăn no giảm nặng nhọc). Minh Tuyên Tông nghe theo, chuyển Hoàng Phúc làm Thượng thư bộ Hộ. Năm thứ 7 (1432), Tuyên Tông phái Hoàng Phúc tới Nam Kinh làm Thượng thư bộ Công kiêm chưởng quản Nam Kinh Binh bộ. Năm thứ 10 (1435), Tuyên Tông mất, Minh Anh Tông nối ngôi. Cùng năm, Anh Tông phong Hoàng Phúc làm Thiếu bảo kiêm Thượng thư bộ Hộ.
Vì nỗ lực làm việc nên Hoàng Phúc lâm bệnh nặng vào mùa đông năm Chính Thống thứ 4 (1439), tháng 1 năm sau thì qua đời, thọ 78 tuổi. Hoàng Phúc được đánh giá là người liêm khiết, tận tụy với công việc suốt 6 triều vua đầu nhà Minh. Đầu niên hiệu Thành Hóa thời Minh Hiến Tông, ông được truy tặng tước Thái bảo, thụy Trung Tuyên (忠宣).